# Борис Разумов
Борис Разумов (буг. Борис Разумов) био један од најистакнутијих бугарских владика, митрополит Неврокопски Бугарске православне цркве од 1935. до 1948 .

## Биографија

### Ране године
Рођен је под световним именом Вангел Симов Разумов 26. октобра 1888. у битољском селу Ћавато, Османско царство . Његов отац Симеон Цветков Разумов умро је 1903. године као четник Георгија Сугарева. Вангел је студирао у Ћавату и у Цариграду, након чега је 1904. године завршио трећи разред Едирнске бугарске гимназије. Од јесени исте године, са стипендијом коју је доделио бугарски егзарх Јосиф, наставио је школовање у Бугарској богословији у Цариграду и дипломира1910.
10. јула 1910. године у катедрали Светог Стефана у Цариграду митрополит Иларион Неврокопски га је замонашио под именом Борис и хиротонисао у чин јерођакона. Од истог дана служио је у капели егзархата. 1911. године наставио је школовање на Теолошком факултету Универзитета у Черновцима, Аустроугарска, који је дипломирао 1914. Након стицања вишег богословског образовања, Борис говори, заједно са матерњим бугарским, црквенословенски, руски, грчки, немачки, француски, италијански, енглески, турски, румунски и мађарски језике .
Од јесени 1914. до лета 1915. био је учитељ у Свештеничкој школи у Бачкову и у Пловдивској богословији. Од јесени 1915. до новембра 1917. студирао је филозофију на универзитетима у Бечу и Будимпешти и стекао звање доктора теологије из Черновца.
25. новембра 1917. године, јерођакон Борис је примио чин јеромонаха од митрополита Максима Пловдивског и Синод га је послао у Мађарску, где је био поглавар бугарске црквене општине до 1922.

### Епископ Стобијски
По повратку у Бугарску, одлуком Синода 22. јула 1922. године, митрополит Стефан Софијски почастио га је архимандритском титулом. Од 15. маја 1923. до 1. септембра 1924. године архимандрит Борис био је протосинђел Софијске митрополије. 1. септембра 1924. постављен је за шефа Културно-просветног одељења Светог Синода, а од 1. фебруара 1925. био је и председавајући Цркве Светог Александра Невског. Обе дужности је извршавао до 1. септембра 1926. године, када је именован за ректора Софијске богословије. 14. децембра 1930. године у катедрали Светог Александра Невског архимандрит Борис је хиротонисан за титуларног епископа Стобијског. На месту ректора Богословије био је до 23. новембра 1931.
Године 1931. Борис Стобијски дао је донацију од 5.000 лева Софијској богословији да би доделио новчану награду студенту који је с одличним успехом и примерним понашањем завршио курс Богословије и који је показао хришћанске врлине и црквени и верски дух. 31. маја 1931. године епископ Борис Стобијски положио је камен темељац цркве „Свети Ћирило и Методије“ у Будимпешти.
Борис Стобијски је 23. новембра 1931. именован за генералног секретара Светог синода, на којој је функцији био до фебруара 1935.
1932. године епископ Борис добио је задатак у Јерусалиму да преговара о укидању раскола од стране Цариградске патријаршије. Преговори су почели 12. априла и успешно су завршени тек 22. фебруара 1945.

### Митрополит Неврокопски
17. фебруара 1935. године епископ Борис је изабран за неврокопског митрополита и канонски је потврђен 24. фебруара. Митрополит Борис је са својим добрим образовањем и знањем 13 језика развио широку просветну и духовну активност у својој епархији.Ради лакшег управљања, преместио је седиште из Неврокопа у окружни центар Горња Џумаја. Основао је мноштво омладинских православних друштава и у кратком временском периоду успео да успешно изгради више од 20 цркава. Митрополит Борис је аутор педагошких приручника и саставља акатист св. Ивану Рилском.
После пораза Југославије од Немачке у пролеће 1941. године, Бугарски егзархат обновио је своју епархију у деловима Вардарске и Егејске Македоније анектираних од стране Бугарске и у Западној Тракији. Струмичка и Драмска епархија биле су уједињене у Струмичко-Драмску до 1943. године, када су поново подељене. Привремено управљање Драмском епархијом преузео је митрополит Борис Неврокопски.
После пуча 9. септембра митрополит Борис је водио борбу против комунистичке идеологије, због чега га је на сахрани митрополит Михаил Доростолски и Червенски назвао „савест бугарске цркве“. Борис Неврокопски је 29. септембра 1948. године упутио протестно писмо Светом синоду против непочинстава комунистичких власти у својој епархији. Шире информације о стаљинистичком прогону свештенства у Совјетском Савезу. Због његових поступака, окружни комитет Бугарске комунистичке партије у Горњој Џумаји прогласио га је „непријатељем бр. 1 народне власти“ . Митрополит Борис је изложен сталном узнемиравању и претњама физичким насиљем. 1948. године службене новине Работническо Дело су објавиле чланак против митрополита Бориса под насловом „Један недостојни службеник Бугарске православне цркве“. Међутим, митрополит Борис наставља да се бори за повратак одузете црквене имовине и за враћање веронауке у школе. Поново је објавио своју брошуру из 1928. године „Криза у нашој школи“, у којој тврди да бугарска школа учи, али не и образује.
8. новембра 1948. године, након служења свете Литургије за освећење цркве Светог Димитра у селу Коларово, на митрополита Бориса извршио је атентат рашчињени свештеник Илија Стаменов из села Харсово. Стаменов је комунистички агент и атентат се сматра делом појачаног притиска комунистичког режима на Бугарску православну цркву и има за циљ застрашивање осталих епископа.
Митрополит Борис Неврокопски поново је сахрањен у цркви „Ваведење Богородице“ у Горњој Џумаји.

### Канонизација
31. марта 2016. године, Свети синод Бугарске православне цркве, након разматрања писма митрополита неврокопског Серафима, благословио је покретање поступка за канонизацију митрополита Бориса Неврокопског.